# 1768
1768 (MDCCLXVIII) var ett skottår som började en fredag i den gregorianska kalendern och ett skottår som började en tisdag i den julianska kalendern.

## Händelser

### December
- 12 december – Decemberkrisen 1768: Adolf Fredrik nedlägger regeringen och lyckas därmed åstadkomma att riksdagen inkallas.
- 18 december – Adolf Fredrik återupptar regeringen.
- 21 december – Kungariket Nepal enas.[1]

### Okänt datum
- Det svenska riksrådet försöker regera med hjälp av namnstämpeln, men misslyckas.
- Mössorna drar upp riktlinjerna för införandet av ett ordnat folkskoleväsen på landsbygden.
- De svenska plåtmynten slutar tillverkas.
- Arbetet med att märka ut gränsen mellan Sverige och Norge avslutas, genom att det sista gränsröset sätts upp i Kolmesolvi i Öst-Finnmark.

## Födda

### Första kvartalet

#### Januari
- 28 januari – Fredrik VI, kung av Danmark 1808–1839 och av Norge 1808–1814. (död 1839)

#### Februari
- 12 februari – Frans II, tysk-romerska rikets siste kejsare 1792–1806. (död 1835)
- 13 februari – Édouard Mortier, fransk militär. (död 1835)

#### Mars
- 21 mars – Jean-Baptiste Joseph Fourier, fransk matematiker och fysiker. (död 1830)

### Andra kvartalet

#### April
- 5 april – Dietrich Ludwig Gustav Karsten, tysk mineralog. (död 1810)
- 12 april – Christopher G. Champlin, amerikansk politiker, senator 1809–1811. (död 1840)
- 18 april – Willie Blount, amerikansk politiker, guvernör i Tennessee 1809–1815. (död 1835)

#### Maj
- 2 maj – Jean-Louis Alibert, fransk läkare. (död 1837)
- 17 maj – Caroline av Braunschweig, drottning av Storbritannien 1820–1821, gift med Georg IV. (död 1821)

#### Juni
- 20 juni – William Findlay, amerikansk politiker. (död 1846)

### Tredje kvartalet

#### Juli
- 30 juli – Friedrich August Marschall von Bieberstein, tysk friherre och botaniker. (död 1826)

#### Augusti
- 6 augusti – Jean-Baptiste Bessières, fransk militär. (död 1813)

#### September
- 4 september – François-René de Chateaubriand, fransk greve och militär. (död 1848)
- 28 september – Pauline Léon, fransk feminist och politisk aktivist. (död 1838)

### Fjärde kvartalet

#### Oktober
- 1 oktober – Thomas Mann Randolph, amerikansk politiker, kongressledamot 1803–1807, guvernör i Virginia 1819–1822. (död 1828)

#### November
- 1 november – Christopher Ellery, amerikansk politiker, senator 1801–1805. (död 1840)
- 18 november – Jeduthun Wilcox, amerikansk politiker, kongressledamot 1813–1817. (död 1838)
- 21 november – Friedrich Schleiermacher, tysk protestantisk teolog och filosof. (död 1834)

#### December
- 4 december – Aimée du Buc de Rivéry, fransk arvtagerska. (död 1788)

### Okänt datum
- Wang Zhenyi, kinesisk astronom, från vilken en av Venusplanetens kratrar har fått sitt namn. (död 1797)

## Avlidna

### Första kvartalet

#### Januari
- 10 januari – Charles Cressent, 82, fransk konstnär.
- 25 januari – Henrik Hammarberg, 81, svensk ämbetsman och politiker.
- 26 januari – Johan Grüner, 79, svensk militär.
- 27 januari – Carl Thegner, 60, svensk friherre och grafiker.
- 28 januari – Anton von Swab, 65, svensk bergsvetenskapsman.

#### Februari
- 2 februari – Charles Étienne Louis Camus, 68, fransk matematiker.
- 14 februari – Peter Julinschöld, 57, svensk företagare.
- 17 februari – Fabian Wrede, 73, svensk friherre och politiker.

#### Mars
- 1 mars – Hermann Samuel Reimarus, 73, tysk filosof och författare.
- 4 mars – Otto Carl Furumarck, 65, svensk militär.
- 6 mars – Carl Wijnbladh, 62, svensk militär och författare.
- 7 mars – Carl Gustaf Löwenhielm, 67, svensk greve och justitiekansler samt kanslipresident sedan 1765.
- 18 mars – Laurence Sterne, 54, brittisk författare.

### Andra kvartalet

#### April
- 1 april – Erik Lybecker, 70, svensk friherre och militär.
- 11 april – Otto Adrian Berg von Linde, 56, svensk militär.
- 14 april – François de Cuvilliés, 72, fransk-tysk rokokoarkitekt.
- 22 april – Paula de Odivelas, 66, portugisisk nunna.
- 24 april – Johann Valentin Tischbein, 52, tysk målare.
- 29 april
  - Georg Brandt, 73, svensk kemist.
  - Filippo della Valle, 69, italiensk skulptör.

#### Maj
- 13 maj – Louise Anne, 19, brittisk prinsessa.
- 30 maj – Eggert Ólafsson, 42, isländsk författare.

#### Juni
- 8 juni – Johann Joachim Winckelmann, 50, tysk arkeolog.
- 14 juni – James Short, 58, skotsk matematiker och optiker.
- 24 juni
  - Johann Julius Hecker, 60, tysk pedagog.
  - Marie Leszczyńska, 65, fransk drottning.

### Tredje kvartalet

#### Juli
- 4 juli – Willem van Haren, 58, nederländsk författare.

#### Augusti
- 4 augusti – Nils Psilanderhielm, 61, svensk mineralog.
- 22 augusti – John Watson, 83, skotsk-nordamerikansk målare.
- 28 augusti – Jacob af Forselles, 72, svensk affärsman och politiker.

#### September
- 2 september – Antoine Deparcieux, 64, fransk matematiker och fysiker.
- 11 september – Joseph-Nicolas Delisle, 80, fransk astronom och geograf.

### Fjärde kvartalet

#### Oktober
- 1 oktober – Robert Simson, 80, skotsk matematiker.
- 6 oktober – Antoine Dérizet, fransk arkitekt.
- 8 oktober – Pierre-Joseph Thoulier d'Olivet, 86, fransk filolog.
- 17 oktober – Ludvig VIII, 77, lantgreve av Hessen-Darmstadt sedan 1739.
- 28 oktober – Michel Blavet, 68, fransk flöjtist och kompositör.

#### November
- 11 november – Fredrik Ulrik Insenstierna, 44, svensk ämbetsman.
- 17 november – Thomas Pelham-Holles, 1:e hertig av Newcastle, 75, brittisk politiker, Storbritanniens premiärminister 1754–1756 och 1757–1762.
- 24 november – Ricciarda Gonzaga, 70, italiensk adelskvinna.

#### December
- 14 december – Ulla Tessin, 57, svensk brevskrivare och hovdam.
- 20 december – Carlo Innocenzo Frugoni, 76, italiensk poet.

### Fotnoter
1. ↑  History Nepal Arkiverad 15 februari 2012 hämtat från the Wayback Machine.